# Маріо Паготто
Маріо Паготто (італ. Mario Pagotto, 14 грудня 1911, Фонтанафредда — серпень 1992, Болонья) — італійський футболіст, що грав на позиції захисника. По завершенні ігрової кар'єри — тренер.
Виступав, зокрема, за клуб «Болонья», а також національну збірну Італії.
Триразовий чемпіон Італії.

## Клубна кар'єра
Народився 14 грудня 1911 року в місті Фонтанафредда. Вихованець футбольної школи клубу «Порденоне». Дорослу футбольну кар'єру розпочав 1933 року в основній команді того ж клубу, в якій провів три сезони.
Своєю грою за цю команду привернув увагу представників тренерського штабу клубу «Болонья», до складу якого приєднався 1936 року. Виступав у болонській команді з перервами до 1948 року. Перерва була пов'язана з подіями Другої світової війни, під час якої Паготто потрапив у полон, після якого уже не грав на попередньому рівні. 
З командою тричі виборював титул чемпіона Італії. Став переможцем представницького виставкового турніру у Парижі 1937 року. 1939 році виступав Кубку Мітропи, де «Болонья» вилетіла в півфіналі. В 1946 році виграв з командою Кубок Верхньої Італії. У фіналі «Болонья» двічі переграла клуб «Новара» (2:1, 4:1). Протягом багатьох сезонів його партнером по лінії захисту клубу був Секондо Річчі.
Завершив ігрову кар'єру у команді «Віньйолезе», за яку виступав протягом 1948—1949 років.

## Виступи за збірну
1940 року дебютував в офіційних матчах у складі національної збірної Італії. Зіграв у товариському матчі проти збірної Румунії (2:1). В цьому матчі наставник італійців Вітторіо Поццо випробував пару захисників «Болоньї» Паготто-Річчі. Поєдинок залишився для обох оборонців єдиним у національній команді.

## Кар'єра тренера
Розпочав тренерську кар'єру, повернувшись до футболу після невеликої перерви, 1956 року, очоливши тренерський штаб клубу «Сансеполькро». Досвід тренерської роботи обмежився цим клубом.
Помер у серпні 1992 року на 81-му році життя у місті Болонья.
| Дата       | Місто | Господарі | Результат | Гості   | Турнір           | Голи | Примітки |
| ---------- | ----- | --------- | --------- | ------- | ---------------- | ---- | -------- |
| 14/04/1940 | Рим   | Італія    | 2 – 1     | Румунія | товариський матч | -    |          |
| Усього     |       | Матчів    | 1         |         | Голів            | 0    |          |

### Статистика виступів у кубку Мітропи
| №                      | Розіграш               | Стадія                 | Дата та місце проведення | Команда 1              | Рахунок                                           | Команда 2        | Голи та інші дії |
| ---------------------- | ---------------------- | ---------------------- | ------------------------ | ---------------------- | ------------------------------------------------- | ---------------- | ---------------- |
| 1                      | 1939                   | 1/4                    | 18.06.1939, Бухарест     | Венус (Бухарест)       | 1:0                                               | Болонья          |                  |
| 2                      | 1939                   | 1/4                    | 25.06.1939, Болонья      | Болонья                | 5:0                                               | Венус (Бухарест) |                  |
| 3                      | 1939                   | 1/2                    | 9.07.1939, Болонья       | Болонья                | 3:1 [Архівовано 7 квітня 2020 у Wayback Machine.] | Ференцварош      |                  |
| 4                      | 1939                   | 1/2                    | 16.07.1939, Будапешт     | Ференцварош            | 4:1 [Архівовано 7 квітня 2020 у Wayback Machine.] | Болонья          |                  |
| Всього у кубку Мітропи | Всього у кубку Мітропи | Всього у кубку Мітропи | Всього у кубку Мітропи   | Всього у кубку Мітропи | 4                                                 |                  | 0                |

## Титули і досягнення
- Чемпіон Італії (3):

«Болонья»: 1936-1937, 1938-1939, 1940-1941
- Переможець міжнародного турніру до всесвітньої виставки у Парижі:

«Болонья»: 1937
- Володар кубка Верхньої Італії (1):

«Болонья»: 1946